# Konan Serge Kouadio
Konan Serge Kouadio (sinh ngày 31 tháng 12 năm 1988 ở Abidjan) là một cầu thủ bóng đá người Bờ Biển Ngà, hiện tại thi đấu cho đội bóng Maroc Widad Fez.

## Sự nghiệp
Anh thi đấu ở vị trí. Anh khởi đầu sự nghiệp cùng với Académie de Sol Beni và năm 2006 được đẩy lên ASEC Mimosas trước khi gia nhập Charlton Athletic. Vì lý do giấy phép làm việc, nên anh được cho mượn đến Fredrikstad F.K.. Vào tháng 7 năm 2008 anh được cho mượn từ Charlton đến AS Cherbourg.